# Michaił Ignatjew (funkcjonariusz NKWD)
Michaił Fiodorowicz Ignatjew (ur. 1909 we wsi Lebiediewo w rejonie i obwodzie twerskim, zm. ?) – funkcjonariusz radzieckich organów bezpieczeństwa, jeden z wykonawców zbrodni katyńskiej.
Skończył 4 klasy szkoły podstawowej, od 1935 funkcjonariusz NKWD, od 1940 członek WKP(b) (wykluczony z partii w 1948). Pracownik Zarządu NKWD obwodu kalinińskiego, wiosną 1940 brał udział w mordowaniu polskich więźniów z obozu w Ostaszkowie, za co 26 października 1940 ludowy komisarz spraw wewnętrznych ZSRR Ławrientij Beria przyznał mu nagrodę pieniężną. 17 stycznia 1944 mianowany młodszym lejtnantem bezpieczeństwa państwowego. w 1946 komendant więzienia nr 5 w Kaszynie Zarządu MWD obwodu kalinińskiego. Odznaczony Medalem „Za zasługi bojowe”e (10 grudnia 1943).